# پریبیسلاویتسه (منطقه تربیچ)
پریبیسلاویتسه (به چکی: Přibyslavice) یک منطقهٔ مسکونی در جمهوری چک است که در منطقه تربیچ واقع شده‌است. پریبیسلاویتسه ۶٫۱۴ کیلومتر مربع مساحت و ۷۸۷ نفر جمعیت دارد و ۴۲۷ متر بالاتر از سطح دریا واقع شده‌است.